# Karl Ludwig Kannegießer
Karl Ludwig Kannegießer (* 9. Mai 1781 in Wendemark (Altmärkische Wische); † 14. September 1861 in Berlin) war ein deutscher Gymnasialdirektor, Schriftsteller, Übersetzer, Romanist und Anglist.

## Leben
Kannegiesser studierte 1802 bis 1806 an der Universität Halle, war ab 1807 Gymnasiallehrer in Berlin, wurde 1822 Gymnasialdirektor am evangelischen Friedrichs-Gymnasium in Breslau, habilitierte sich 1823 an der dortigen Universität mit der grammatischen Schrift De verbis impersonalibus (Breslau 1923) und wurde Privatdozent für neuere Literaturen. Er publizierte Dramen und Gedichte, ferner zahlreiche Übersetzungen, u. a. von Horaz, Byron, Chaucer, Walter Scott, Mickiewicz, Leopardi und Silvio Pellico. Seine größte Leistung ist die erste Übersetzung in gereimten Versen von Dantes Göttlicher Komödie (1809–1821), deren zweite Auflage 1825 von der Beratung durch Karl Witte profitierte (weitere Ausgaben 1832, 1843 und 1872). Mit Karl Witte zusammen publizierte er 1826 die erste vollständige Übersetzung von Dantes lyrischen Gedichten (2. Aufl. 1842). 1845 legte er auch Dantes Prosaschriften und Briefe in Übersetzung vor.
Von 1843 bis zu seinem Tode lebte Kannegießer als Privatmann in Berlin.

## Weitere Werke
- Gedichte, Breslau 1824
- Italienische Grammatik mit Lesebuch, Breslau 1836, 2. Aufl. mit einer Geschichte der italienischen Literatur, Leipzig 1845
- Abriss der Geschichte der Philosophie, Leipzig 1837
- Abriss der Geschichte der deutschen Literatur, Bunzlau 1838
- Terzinen, Breslau 1842
- Gedichte der Troubadours im Versmaß der Urschrift, Tübingen 1852, 2. Aufl. 1855

## Übersetzungen
- Die Göttliche Komödie des Dante von Dante Alighieri, übersetzt 1809–21, erschienen Leipzig 1832
- Konrad Wallenrod von Adam Mickiewicz, Leipzig 1834
- Gedichte der Troubadours, Tübingen 1852